# سپاه شالبورگ
سپاهیان شالبورگ (دانمارکی: Schalburgkorpset) از سپاهیان داوطلب دانمارکی وابسته به اس‌اس آلمان نازی بود که در کشور دانمارک تحت اشغال آلمان در جنگ جهانی دوم فعالیت می‌کرد.این سپاه به افتخار کریستیان فردریک فون شالبورگ فرمانده سپاهیان آزاد دانمارک نام‌گذاری شد که در سال ۱۹۴۲ در نبرد کشته شد.خود شالبورگ در ایجاد این سپاه نقش نداشت.

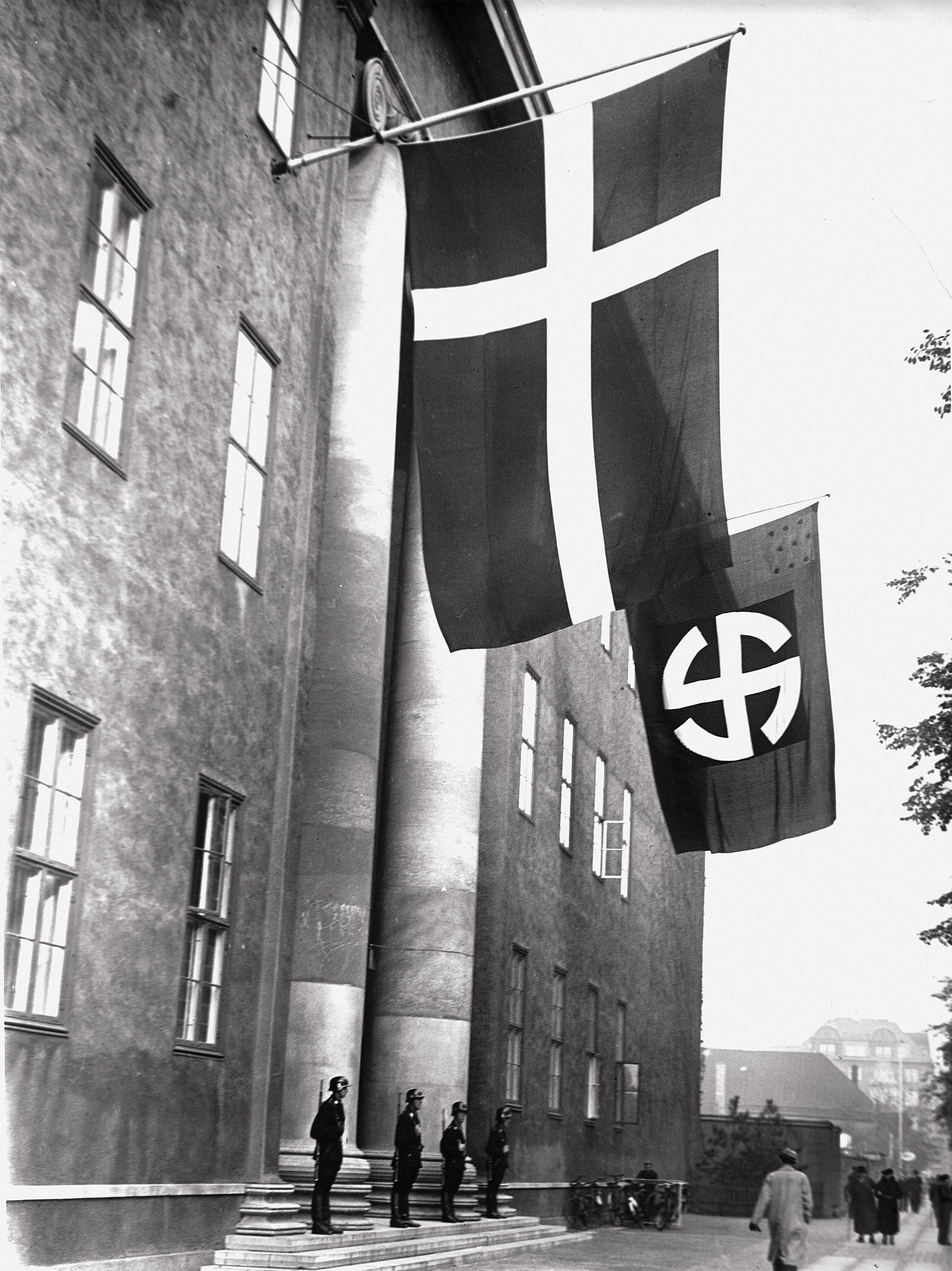
قرارگاه سپاهیان شالبورگ در کپنهاگ در سال ۱۹۴۳

این سپاه در ۲ فوریه ۱۹۴۳ تشکیل شد.اعضای این سپاه که تا آن زمان تجربه مبارزه در جبهه شرقی را نداشتند به یک دوره آموزش مبارزه شش هفته‌ای فرستاده شدند.
این سپاهیان به دو گروه تقسیم می‌شدند.گروه اول از سربازان عادی تشکیل شده بود در حالی که گروه دوم را شهروندان تشکیل می‌دادند که برخی از آنان توانایی ارائه پشتیبانی مالی از این سپاه را داشتند.اعضای این سپاه به عنوان گردان‌های نگهبانی برای محافظت از ریل‌های راه‌آهن و جاده‌ها از خرابکاری به‌کار گرفته می‌شدند.
در ژوئیه ۱۹۴۴ این سپاه به "گردان آموزشی شالبورگ اس‌اس" تغییر پیدا کرد و شش ماه بعد نام این گردان نیز به "گردان گارد شیلند اس‌اس" تغییر پیدا کرد.این گردان در نهایت در ۲۸ فوریه ۱۹۴۵ رسماً منحل شد.